# Carrer de la Corretgeria
El carrer de la Corretgeria és una via urbana històrica del centre de València. Està situat entre la plaça de la Reina i el carrer de Calatrava. El nom correspon a l'antic repartiment d'oficis i gremis a la ciutat durant l'època medieval. Aleshores el carrer albergava el gremi dels corretgers.